# Сульфид иридия(IV)
Сульфид иридия(IV) — неорганическое соединение, 
соль металла иридия и сероводородной кислоты с формулой IrS2,
тёмно-коричневый порошок,
не растворяется в воде.

## Получение
- Нагревание серы и порошкообразного иридия в вакууме:

{\displaystyle {\mathsf {Ir+2S\ {\xrightarrow {T}}\ IrS_{2}}}}

## Физические свойства
Сульфид иридия(IV) образует тёмно-коричневый порошок,
не растворяется в воде.